# Gmina Przemków
Gmina Przemków je polská městsko-vesnická gmina v okrese Polkowice v Dolnoslezském vojvodství. Sídlem gminy je město Przemków. V roce 2020 zde žilo 8 282 obyvatel.
Gmina má rozlohu 107,5 km² a zabírá 13,8 % rozlohy okresu. Skládá se z 10 starostenství.

## Části gminy
Starostenství
Jakubowo Lubińskie, Jędrzychówek, Karpie, Krępa, Łężce, Ostaszów, Piotrowice, Szklarki, Wilkocin, Wysoka
Sídla bez statusu starostenství
Grędzina, Nowa Smolna